# Alois Schardt (Journalist)
Alois Bernhard Schardt (* 3. November 1926 in Limburg an der Lahn; † 20. Februar 1998 in Frankfurt am Main) war ein deutscher Journalist und Programmdirektor des ZDF.

## Leben
Nachdem er im Zweiten Weltkrieg als Luftwaffenhelfer gedient hatte, studierte er von 1947 bis 1950 Kulturwissenschaften. 1951 wurde CDU-Mitglied Schardt persönlicher Referent von Bruno Heck, der im Jahr darauf Bundesgeschäftsführer der Partei wurde. Ab 1954 studierte er zudem noch zwei Jahre Psychologie in Bonn. 1961 ging er zum Bayerischen Rundfunk und war dort zunächst leitender Redakteur für Kultur- und Bildungspolitik. Der damalige Intendant des BR, Christian Wallenreiter, beauftragte ihn 1964, die Abteilung Kultur und Erziehung im Fernsehprogramm aufzubauen. Er gehörte auch zum engeren Beraterkreis von Helmut Kohl, bevor dieser in der Bundespolitik aufstieg.
Nach Tätigkeiten bei mehreren Zeitschriften, vor allem als Chefredakteur der Wochenzeitung Publik, kam Schardt 1971 zum ZDF, wo er zunächst die Redaktion Kinder und Jugend leitete und ab 1973 die Hauptabteilung Programmplanung. 1982 wurde er als Nachfolger Dieter Stoltes Programmdirektor des Fernsehsenders. Während seiner Amtszeit feierte das ZDF mit Serien wie Die Schwarzwaldklinik oder Das Traumschiff große Erfolge. Nachdem er 1988 in den Ruhestand gegangen war, unterrichtete Alois Schardt Sozial- und Kommunikationswissenschaften an der Universität Mannheim. Er starb 1998 71-jährig in Frankfurt am Main.